# Koronarografia

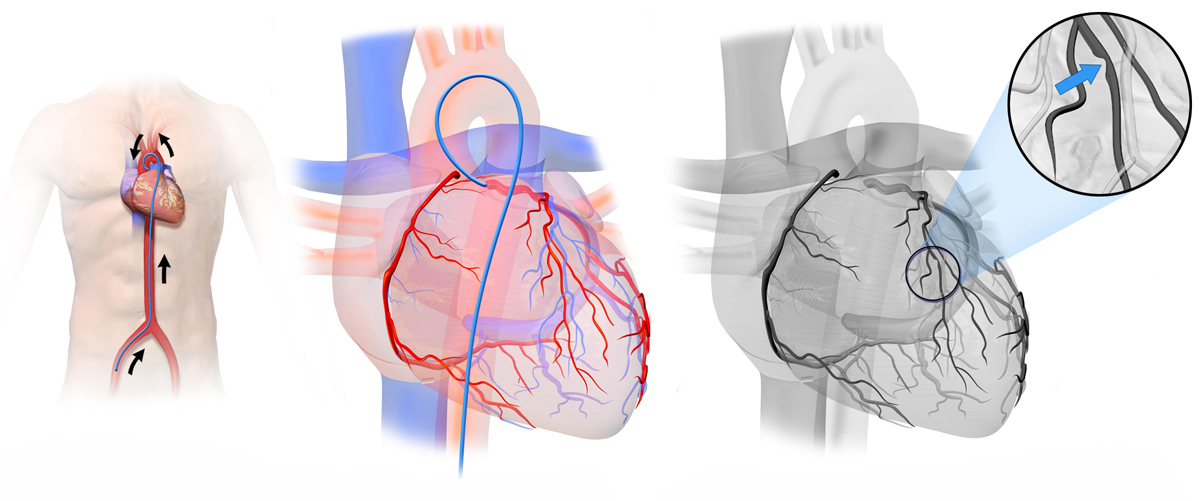
Schemat działania podczas koronarografii

Koronarografia – angiografia tętnic wieńcowych. Badanie polegające na podaniu do tętnic wieńcowych kontrastu, umożliwiającego uwidocznienie ich za pomocą promieniowania rentgenowskiego, stosowane szeroko w diagnostyce choroby niedokrwiennej serca. Jest podstawowym badaniem służącym do kwalifikacji pacjentów do wszczepiania pomostów omijających oraz do zabiegów PCI. Wiodący wkład w powstaniu metody mieli amerykańscy lekarze F. Mason Sones i Melvin Judkins, oraz niemiecki kardiolog Andreas Grüntzig.

## Wskazania
- Rozpoznanie lub wykluczenie choroby wieńcowej i ocena zaawansowania i lokalizacji zmian w tętnicach wieńcowych poprzedzająca wybór metody rewaskularyzacji u pacjentów z:
  - podejrzeniem istotnych klinicznie zmian w tętnicach wieńcowych
  - rozpoznaną stabilną dławicą piersiową
  - zawałem serca z uniesieniem ST (STEMI)
  - ostrymi zespołami wieńcowymi bez uniesienia ST z grupy dużego ryzyka
  - nawrotem niedokrwienia po zabiegu rewaskularyzacyjnym
  - wadami zastawkowymi
  - niewydolnością serca o prawdopodobnej etiologii niedokrwiennej
  - rozwarstwieniem lub tętniakiem aorty wstępującej, o ile informacja o stanie tętnic wieńcowych jest istotna dla dalszego postępowania
  - kardiomiopatią przerostową z dławicą piersiową
  - przebytym NZK o nieznanej etiologii
- Diagnostyka wad rozwojowych tętnic wieńcowych

## Przeciwwskazania
- Jedynym przeciwwskazaniem bezwzględnym jest brak świadomej zgody pacjenta na zabieg.

Przeciwwskazania względne:
- zaawansowana niewydolność nerek
- obrzęk płuc
- ciężka skaza krwotoczna
- czynne krwawienie z przewodu pokarmowego
- świeżo przebyty udar mózgu
- niedokrwistość
- ciężkie nadciśnienie tętnicze
- znaczne zaburzenia elektrolitowe
- zatrucie glikozydami naparstnicy
- uczulenie na stosowane środki kontrastowe
- brak zgody na ewentualny zabieg rewaskularyzacyjny
- współistniejąca wyniszczająca choroba (krótki spodziewany czas przeżycia)
- zapalenie wsierdzia na zastawce aortalnej
- brak współpracy pacjenta

Poszukiwane są metody nieinwazyjne, które ograniczyłyby konieczność stosowania koronarografii, mające takie same zalety diagnostyczne. Do takich metod należałaby tomografia komputerowa serca.

## Przebieg zabiegu koronarografii
Koronarografię można wykonać od tętnicy promieniowej („z ręki”) lub tętnicy udowej. Istnieje również wykonania zabiegu z dostępu od tzw. "tabakierki anatomicznej" (z dostępu promieniowego dalszego). 

## Powikłania
Możliwe powikłania:
- naczyniowe powikłania miejscowe (krwiak, tętniak rzekomy, przetoka tętniczo-żylna, zator)
- nefropatia kontrastowa
- reakcja anafilaktyczna na kontrast.